# Tipula tenebrosa
Tipula tenebrosa är en tvåvingeart som beskrevs av Daniel William Coquillett 1900. Tipula tenebrosa ingår i släktet Tipula och familjen storharkrankar. Inga underarter finns listade i Catalogue of Life.